# Scopula opicata
Scopula opicata is een vlinder uit de familie spanners (Geometridae). De wetenschappelijke naam van deze soort is voor het eerst geldig gepubliceerd in 1798 door Fabricius.
De soort komt voor in tropisch Afrika.